# GET ON!
『GET ON!』（ゲットオン）は、かつて学習研究社（現・学研ホールディングス、事業部門は学研パブリッシングに分割）が発行していた男性向けファッション雑誌。1996年創刊。2007年12月号をもって休刊。発売日は毎月6日。

## 概要
15歳から18歳の若年層の男性を対象としたストリートファッションをおもな題材とするファッション誌。
服飾スタイルについてだけでなく、ニューカルチャーやアクションスポーツなどを取り上げる情報誌としての紙面もある。
表紙モデルとして、成宮寛貴、浅野忠信、塚本高史、市原隼人、上戸彩、相武紗季、若槻千夏などが表紙を飾っている。